# Велика пагода диких гусей
Велика пагода диких гусей (кит.: 大雁塔, піньїнь: Dàyàn Tǎ, Даяньта) — пагода з цегли в Чан'ані, побудована в той час, коли він був столицею династії Тан.

## Опис
Велика пагода побудована під впливом індійського зодчества в 652 і спочатку складалася з 5 ярусів, на яких були поміщені буддистські статуї та реліквії, зібрані під час своїх подорожей Сюаньцзаном.
У 704 імператриця У Цзетянь розпорядилася надбудувати пагоді ще 5 ярусів. Три верхніх яруси неабияк постраждали під час середньовічних воєн і їх довелося знести. У даний час пагода складається з семи ярусів, підноситься на висоту 64 метрів, з верхнього ярусу відкривається вид старовинного міста. Неподалік розкинувся Храм материнської любові (589, перебудований у 647).
Навколо пагоди — буддійський монастир з великим парком, в парку стоїть пам'ятник Сюаньцзану, парк прикрашений пам'ятниками видатних китайських поетів, мислителів, художників, учених.

## Галерея

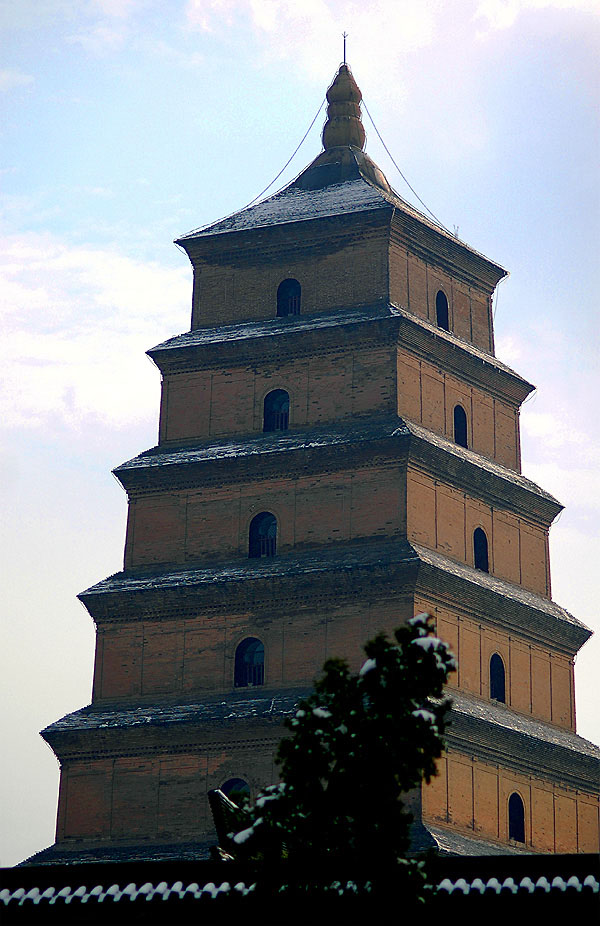
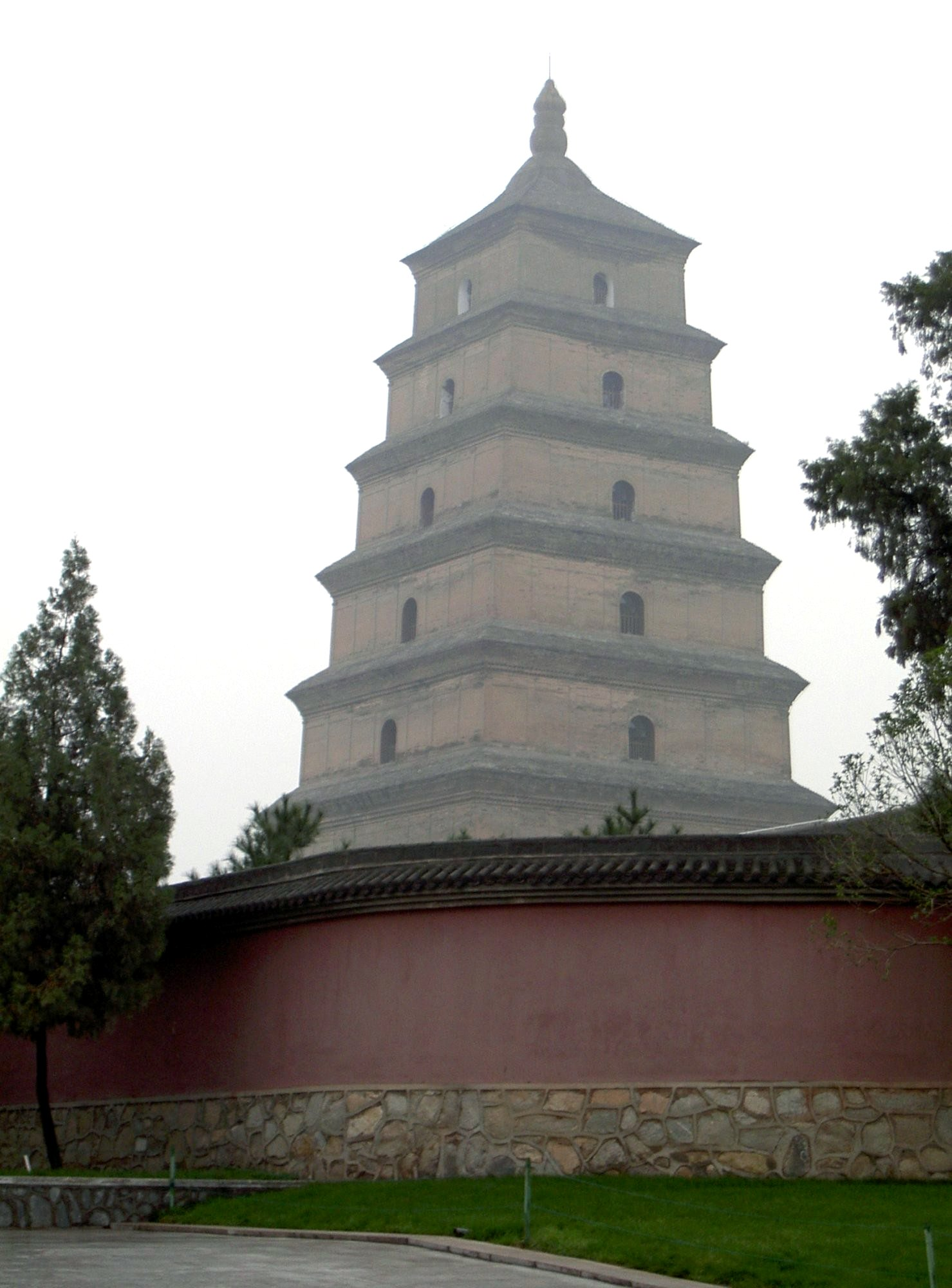
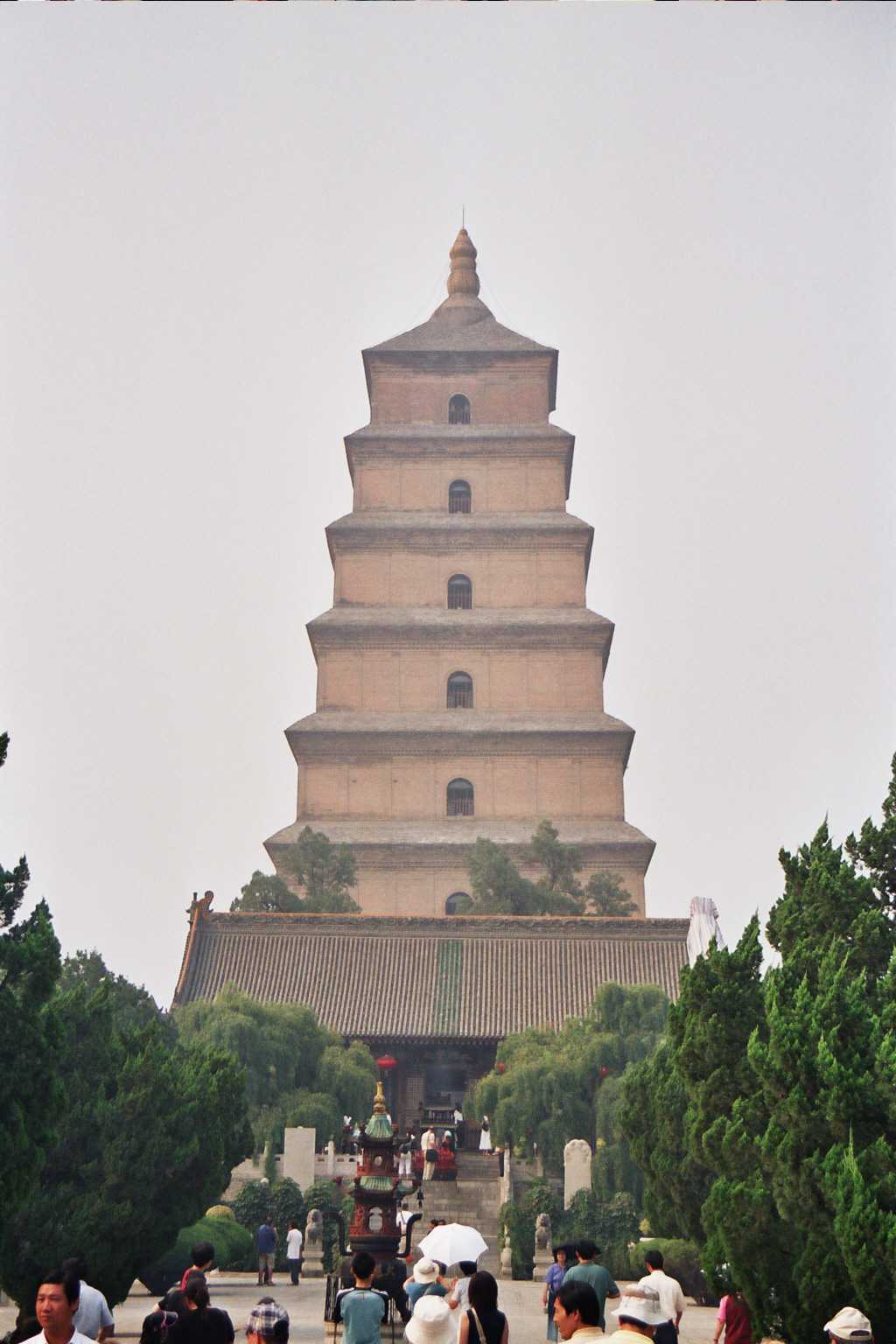
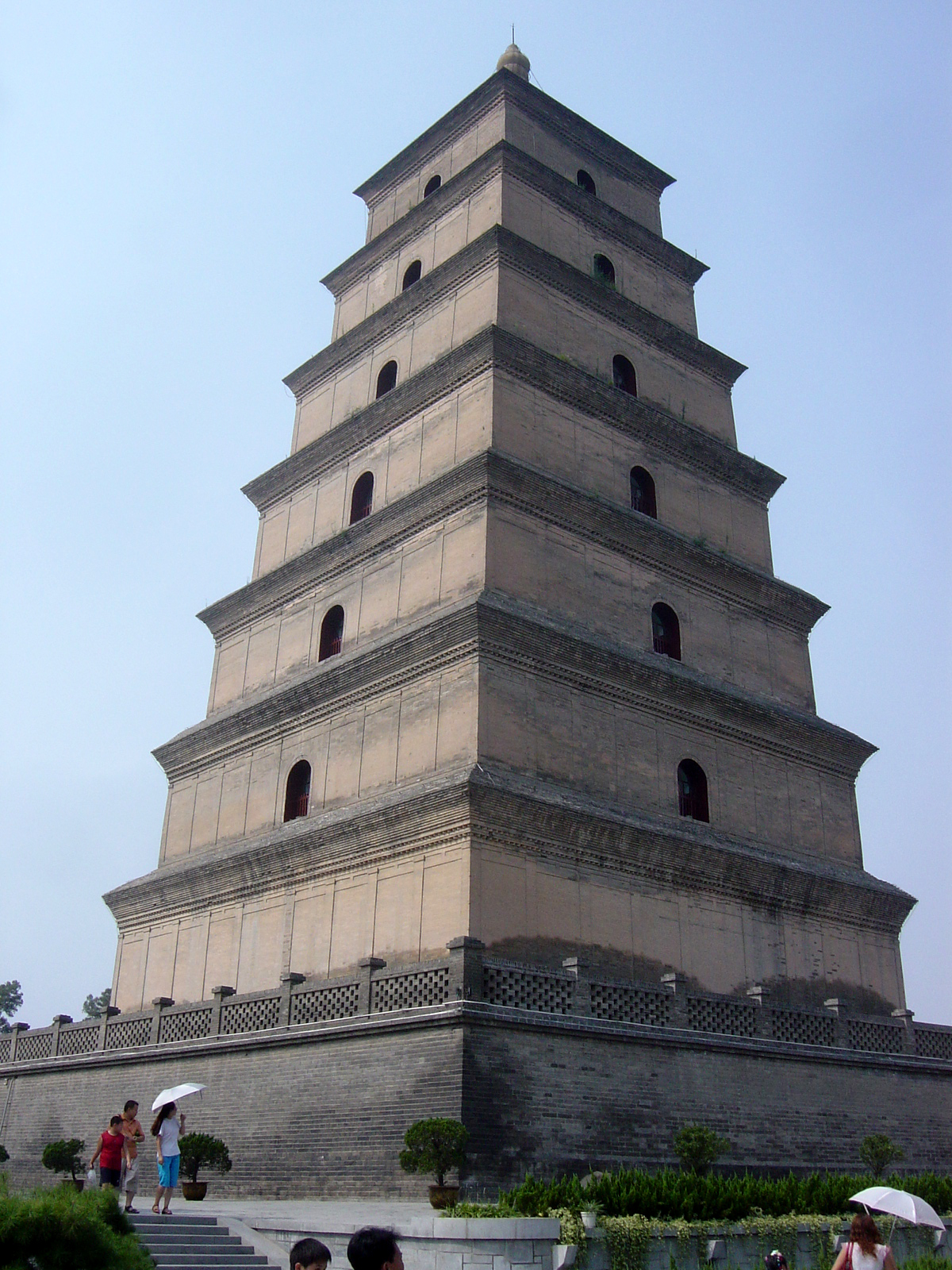
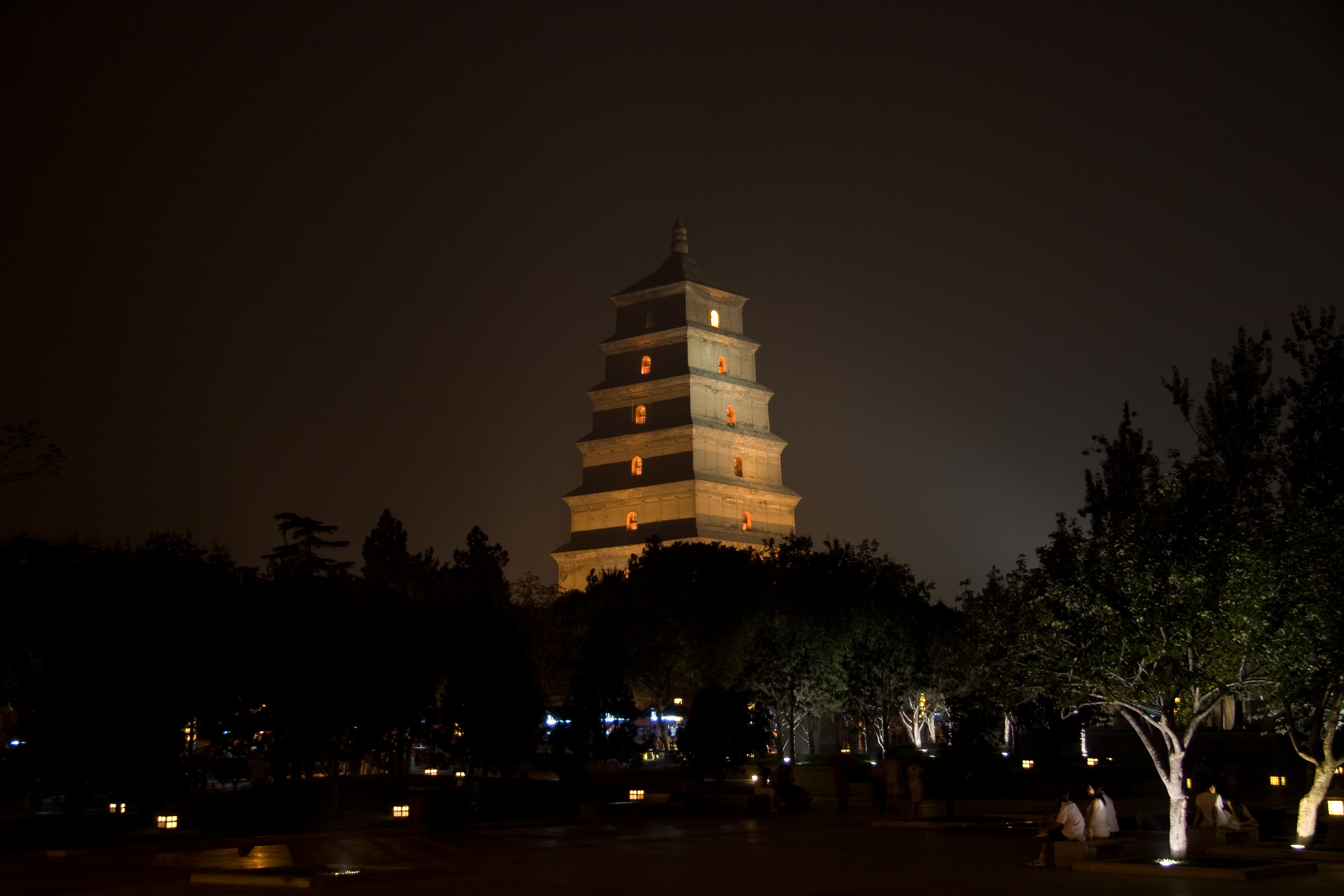
Велика пагода диких гусей, Сіань, Китай
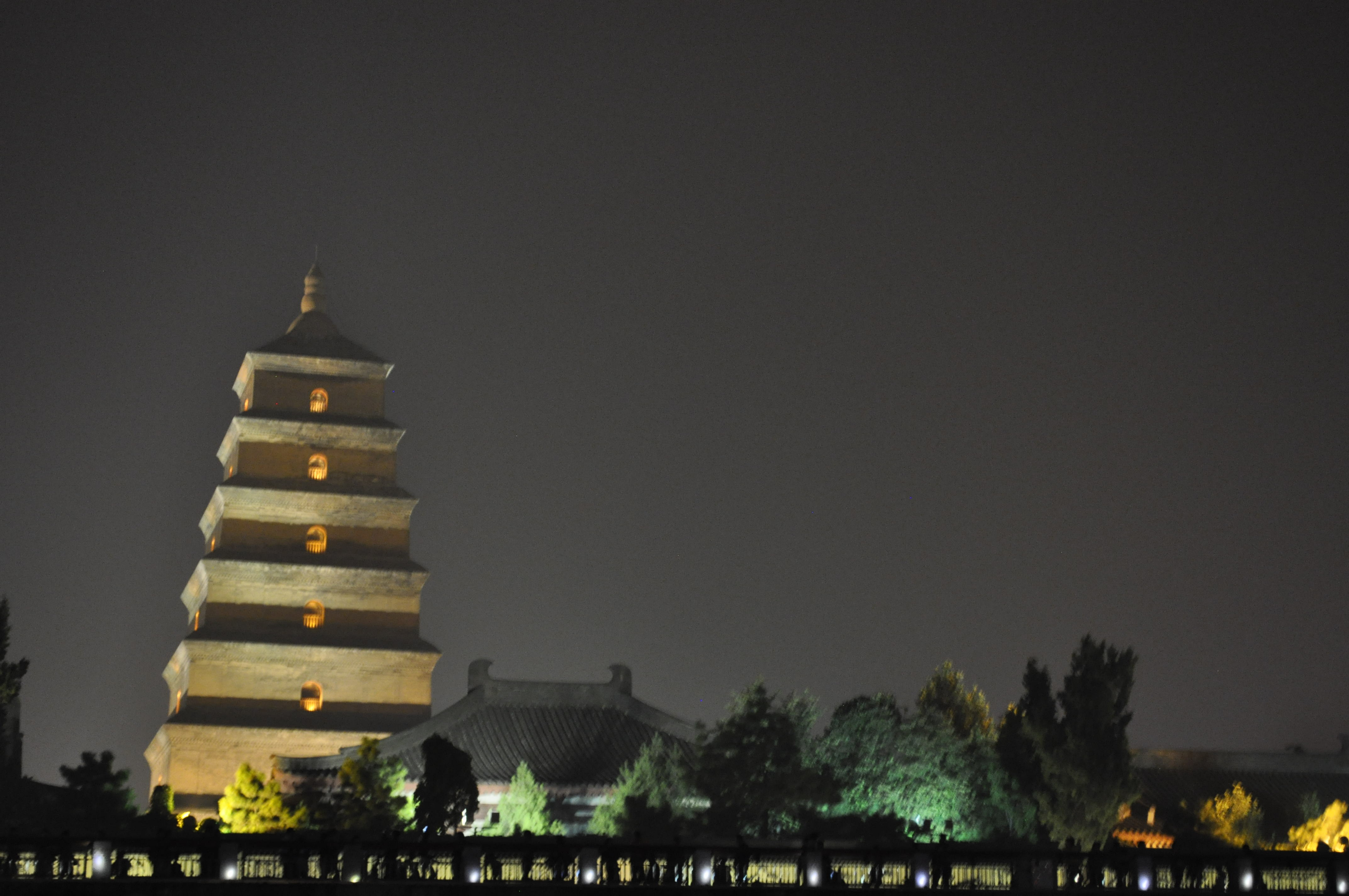
Велика пагода диких гусей вночі
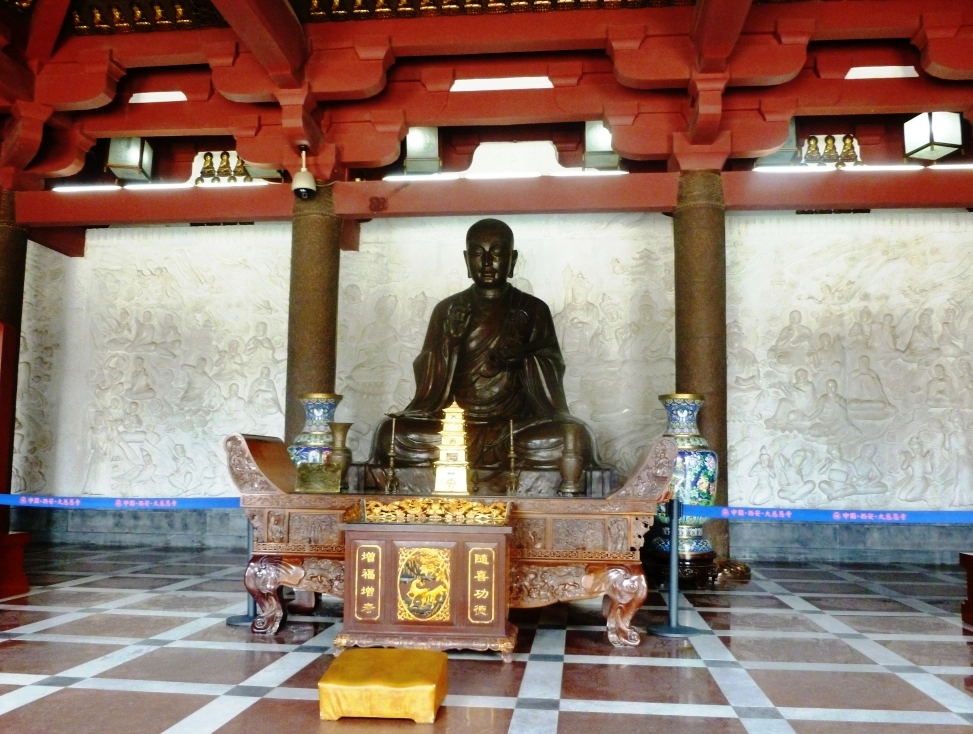
Статуя Сюаньцзана. Велика пагода диких гусей, Сіань.
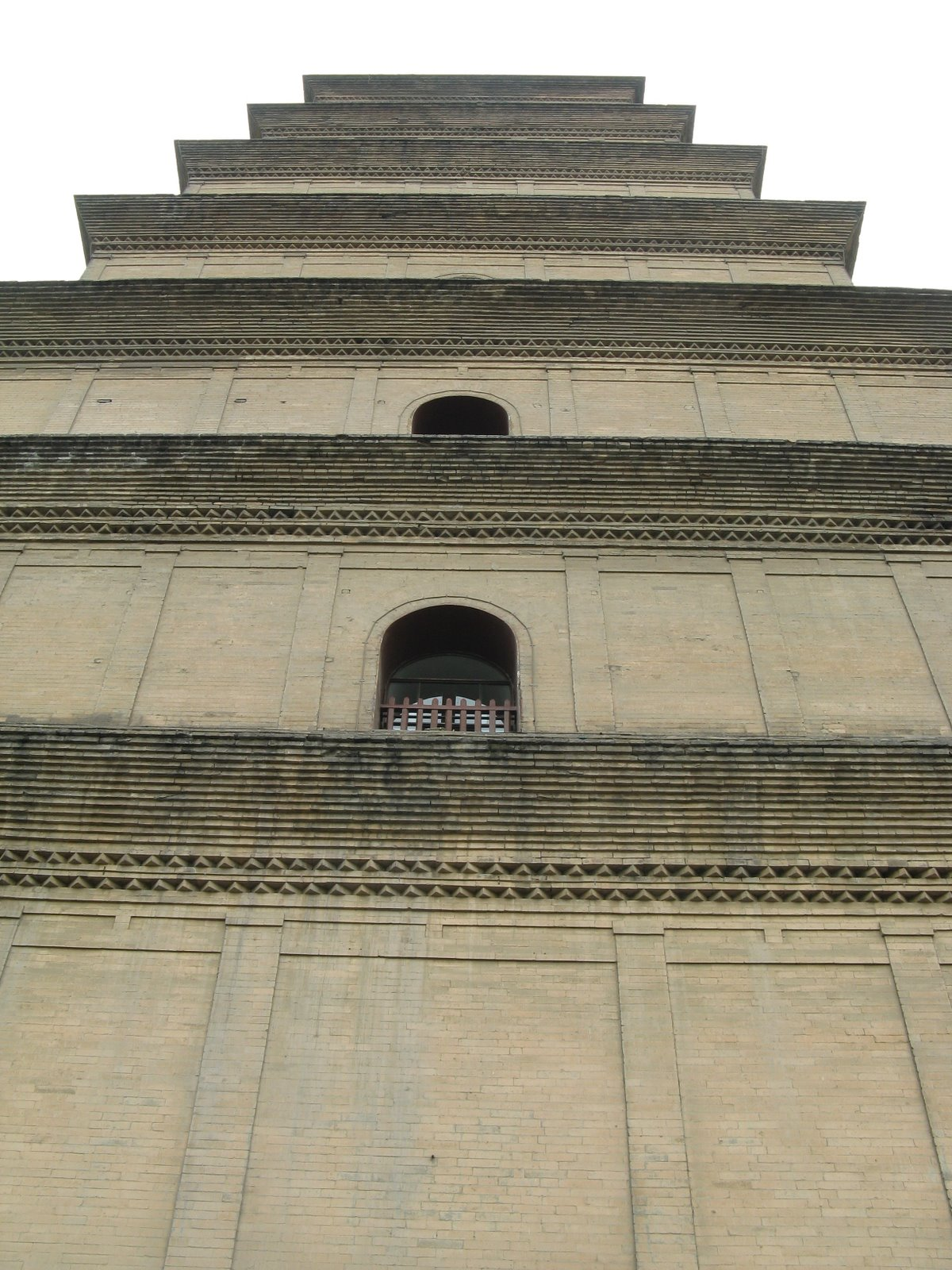
Close up view of the eaves and exterior bricks
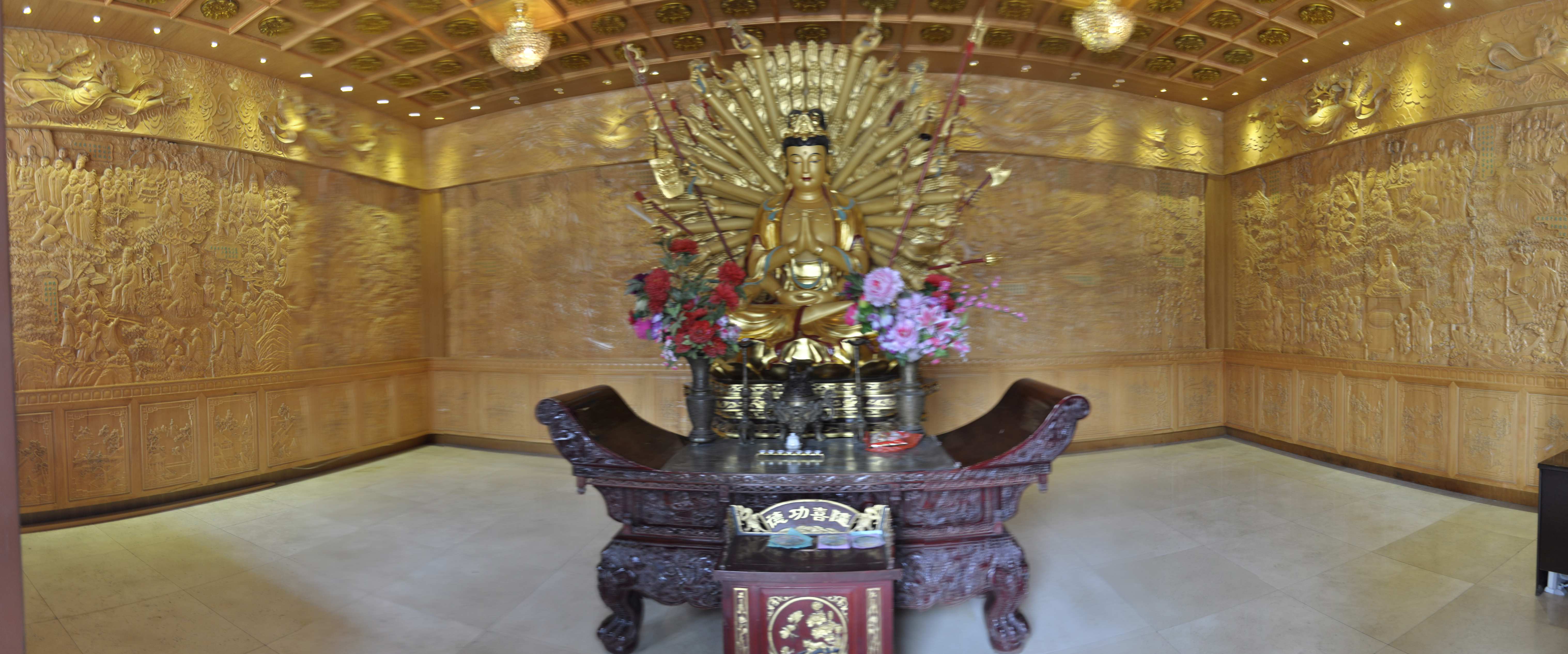
Avalokiteshvara Hall
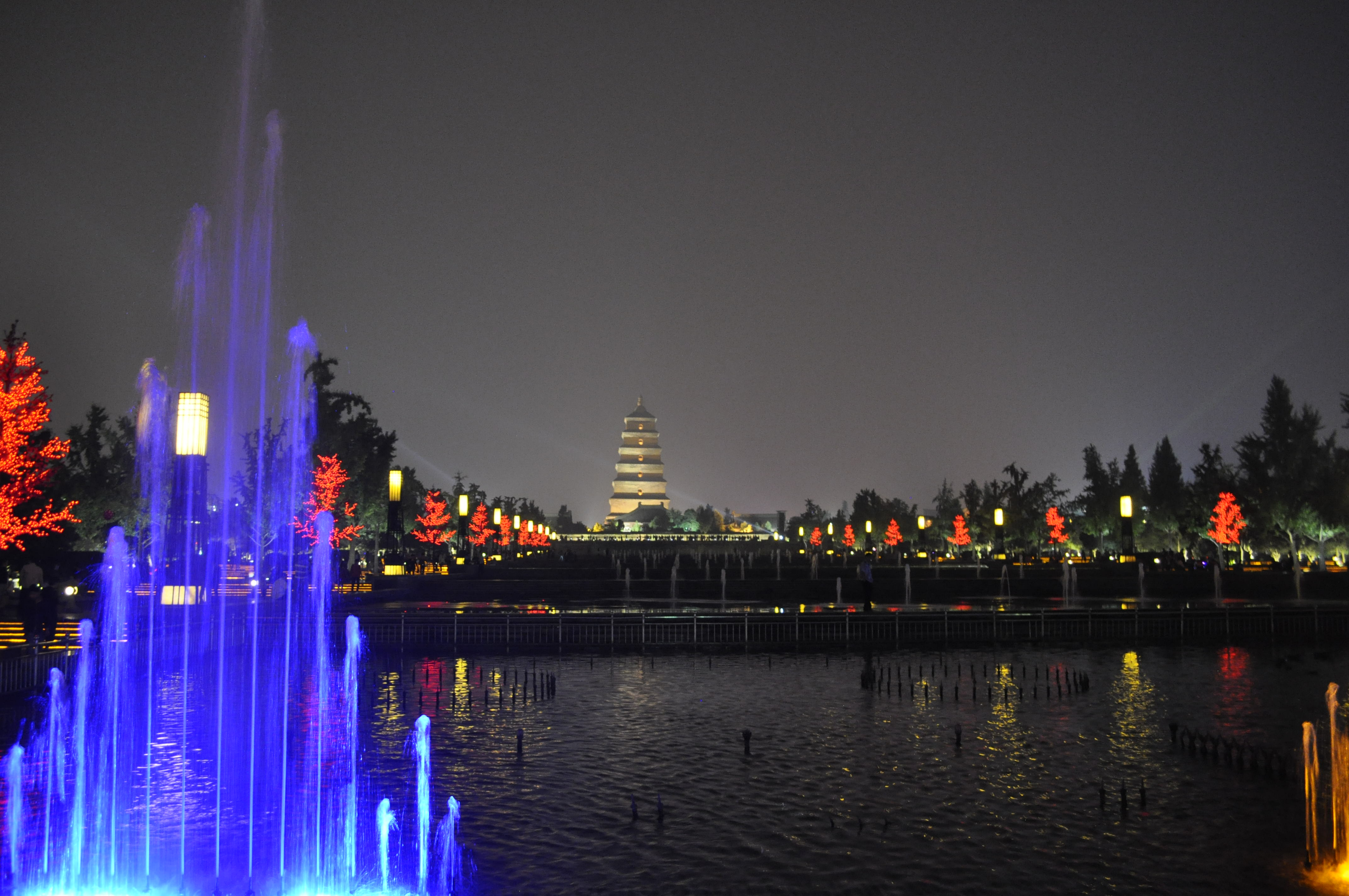
Вид з парку
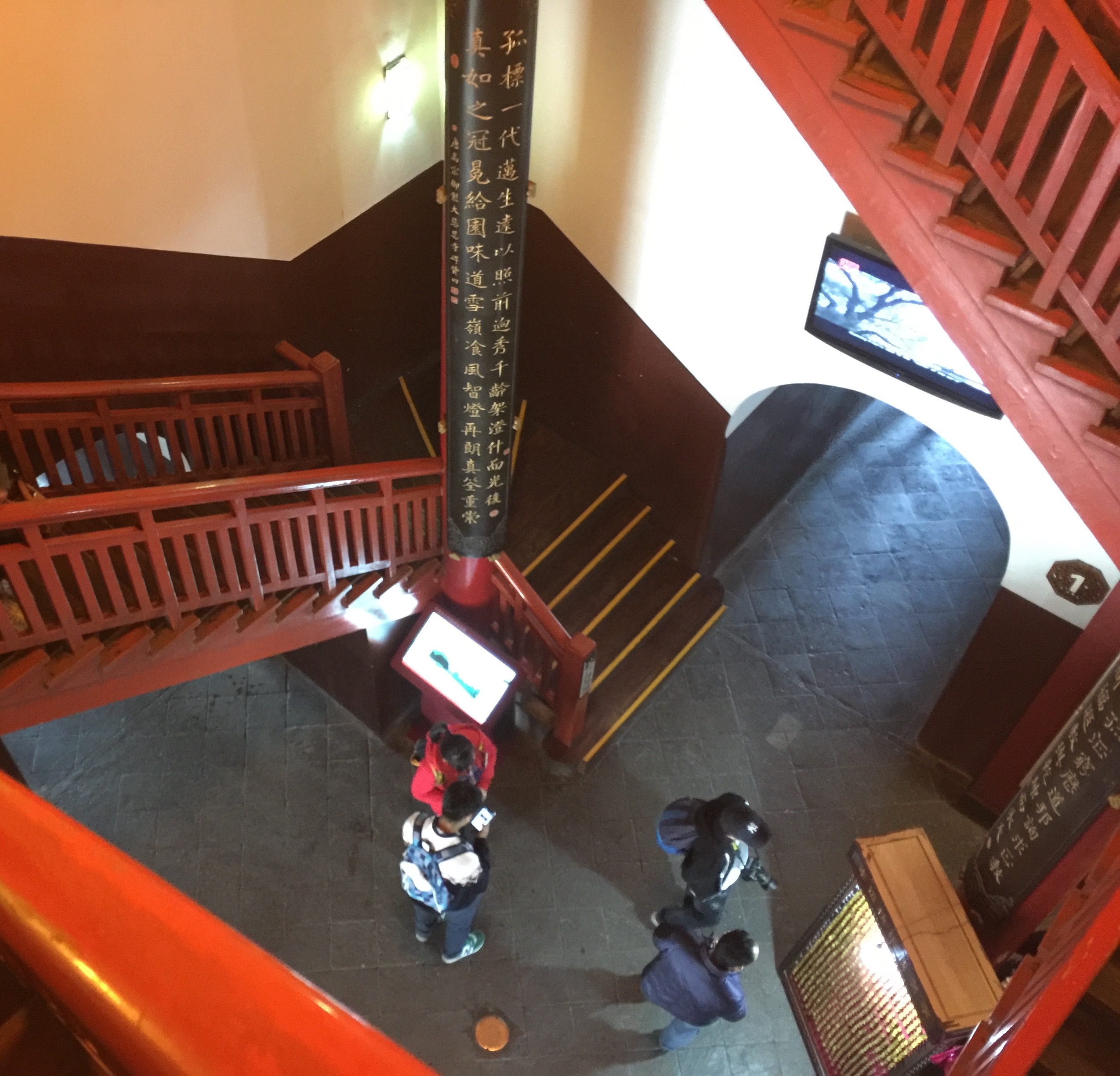
Всередині Гігантської пагоди диких гусей